# Questionário

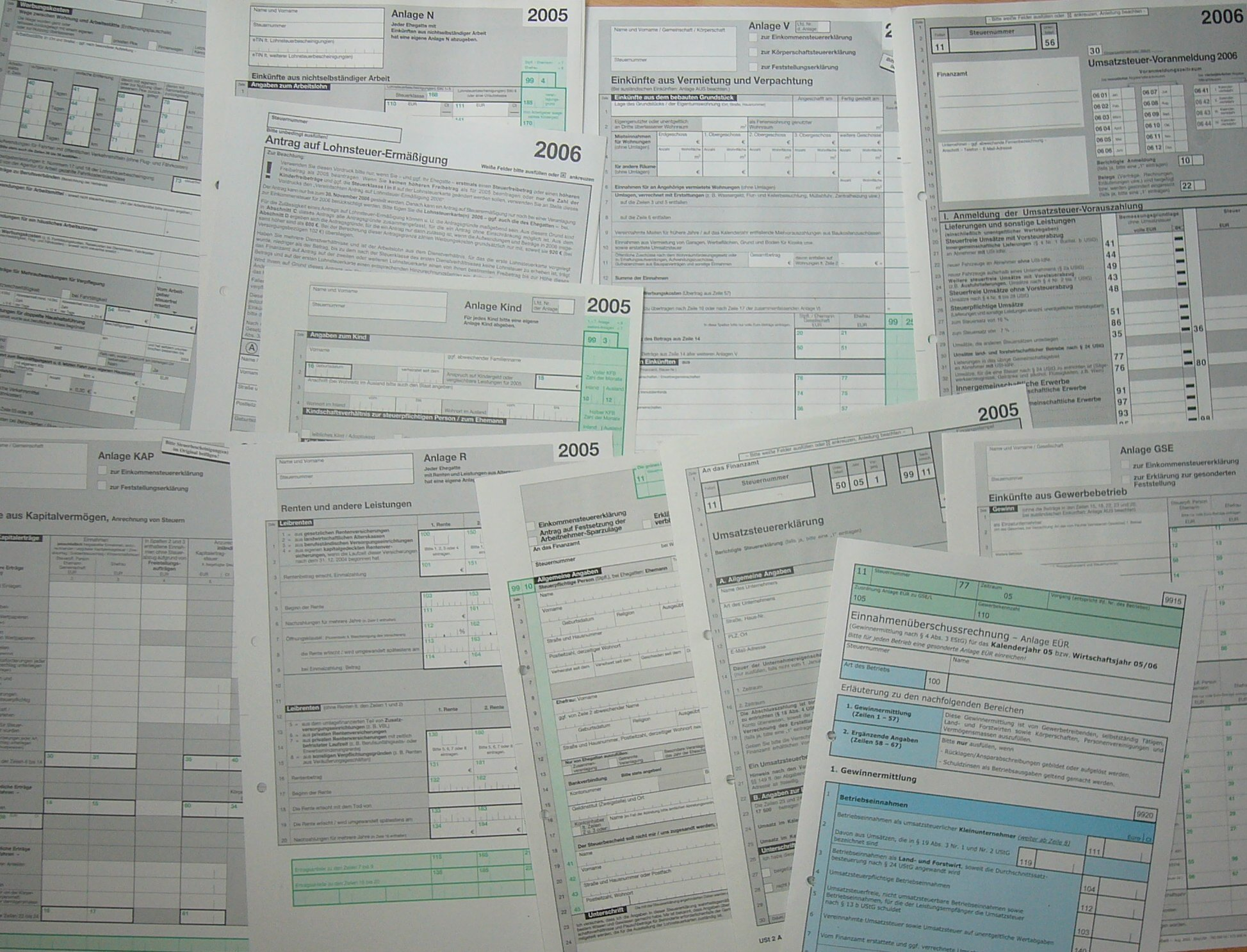
Alguns questionários.

 Questionário é um instrumento de coleta de informação, utilizado numa sondagem ou inquérito.
O questionário é frequentemente confundido com entrevista, teste, formulário, inquérito e escala.
Tecnicamente, questionário é uma técnica de investigação composta por um número grande ou pequeno de questões apresentadas por escrito que tem por objetivo propiciar determinado conhecimento ao pesquisador.
Diferencia-se da entrevista pois nesta última as perguntas e respostas são feitas de maneira oral.
Diferencia-se de formulário, pois este pode ser qualquer impresso com campos próprios para anotação de dados, não importando por quem são preenchidos os dados.
Já o teste, embora possa ser efetuado por intermédio de questionário, tem por objetivo incentivar determinadas reações através de perguntas.
Diferencia-se também das enquetes pois estas tratam de reunir testemunhos de pessoas sobre determinados assuntos.

## Vantagens dos questionários
- Possibilita atingir grande número de pessoas de diversas localizações geográficas com baixo custo; sem interferência de aparelhos eletrônicos;
- Permite o anonimato das respostas;
- Permite que as pessoas o respondam no momento que lhes pareça mais apropriado;
- Não expõe os pesquisados à influência da pessoa do pesquisador;
- São fáceis de ministrar.

## Limitações dos questionários
- Excluem pessoas analfabetas;
- Impedem o auxílio ao pesquisado quando o mesmo não entende determinada pergunta;
- Impede o conhecimento das circunstâncias em que o questionário é respondido;
- Não oferece garantia de que a maioria das pessoas devolvam-no totalmente preenchido;
- Envolve geralmente um pequeno número de perguntas;
- Os resultados podem ser criticados em relação à objetividade.

## Construção de um questionário
A construção do questionário terá grande influência nos resultados que serão obtidos, por isso, são importantes alguns cuidados:

### A forma das perguntas
As perguntas podem ser classificadas quanto a sua forma da seguinte maneira:
Perguntas abertasO interrogado responde com suas próprias palavras e, por isso, são difíceis de tabular e analisar.
Perguntas fechadasEnglobam todas as respostas possíveis, sendo melhor de tabular.
Perguntas mistasReúne as características tanto de perguntas abertas quanto fechadas.

### O conteúdo das perguntas
As perguntas podem ser classificadas quanto ao seu conteúdo, da seguinte forma:
Perguntas sobre factosReferem-se a dados concretos e fáceis de precisar.
Perguntas sobre crençasReferem-se à experiências subjetivas das pessoas, ou seja, aquilo que elas acreditam que sejam fatos.
Perguntas sobre sentimentosReferem-se sobre reações emocionais das pessoas diante de determinados fatos, fenômenos, instituições ou outras pessoas.
Perguntas sobre padrões de açãoReferem-se genericamente sobre os padrões éticos relativos ao que deve ser feito, podendo envolver também padrões práticos de comportamento (o que é feito).
Perguntas dirigidas a comportamento presente ou passadoTratam dos comportamentos adotados no passado ou/e no presente pelas pessoas.
Perguntas referentes a razões conscientes de crenças, sentimentos, orientações ou comportamentosTem o objetivo de descobrir o porquê consciente de determinado comportamento ou fato.

### Escolha das perguntas
Algumas regras devem ser obedecidas para a escolha das perguntas:
- Incluir apenas perguntas relacionadas com o problema pesquisado;
- Não incluir perguntas cujas respostas podem ser obtidas por meios mais precisos;
- Considerar as implicações das perguntas sobre os procedimentos de tabulação e análise;
- Incluir perguntas que podem ser respondidas sem maiores dificuldades;
- Evitar perguntas que penetrem na intimidade das pessoas.

### Formulação das perguntas
É necessário um cuidado especial na elaboração das perguntas. A seguir algumas dicas:
- Formuladas de maneira clara, concreta e precisa;
- Considerar o sistema de referência e de informação do interrogado;
- A pergunta deve possibilitar uma única interpretação;
- A pergunta não deve sugerir respostas;
- As perguntas devem tratar de uma única ideia.

### Número de perguntas
Para se definir o número adequado de perguntas é necessário considerar o interesse do respondente pelo tema pesquisado.
Alguns estudiosos sugerem como máximo o número de 30 perguntas.[carece de fontes?]

### Ordem das perguntas
Em sua elaboração, deve ser evitada que a ordem das perguntas possa sugerir um contágio de respostas, ou seja, evitar que a resposta da pergunta anterior possa influir na resposta da pergunta posterior.
Também é importante evitar a mudança brusca de tema nas perguntas.

## Deformações
Existem mecanismos de defesa social que os indivíduos lançam mão a fim de se protegerem quando se sentem ameaçados, escondendo suas percepções reais. Para reduzir este efeito, recomenda-se iniciar o questionário com perguntas com baixo risco de provocar esse tipo de resposta.
Defesa contra pergunta personalizadaPerguntas que iniciam com "Na sua opinião..." ou "O que você pensa a respeito de ..." ou outra semelhante pode causar respostas de fuga. Evita-se isto iniciando o questionário com este tipo de perguntas e utilizando maneiras indiretas para tratar de termos delicados.
Deformação conservadoraSão respostas conservadoras, resistentes à mudança. Previne-se essa deformidade moderando o tom das perguntas.
Efeito das palavras estereotipadasOcorre quando usamos palavras tais como nazismo, homossexual e outras que provocam reações diversas nas pessoas. Previna-se quanto ao seu uso.
Influência de personalidades de destaqueQuando utilizamos nomes de pessoas de destaque nos questionários, podemos causar anomalias nas respostas como reação a esses nomes. Previna-se ao uso de tais referências.

## Estrutura do questionário
Basicamente o questionário é estruturado em:
- Tema
- Instruções de preenchimento
- Introdução ao questionário
- Perguntas

## Ferramentas online
Hoje em dia já existem diversas ferramentas de criação de questionários na internet, que facilitam e tornam mais rápido todo o processo. As ferramentas vão desde planos gratuitos até pagos, que possibilitam ter um atendimento diferenciado, modelos prontos de base, bem como integrações com outras ferramentas webs como e-mail marketing, por exemplo. Seguem algumas:
- Survio Brasil
- Survey Monkey
- Opinion Box
- QuestionPro